# Czernina

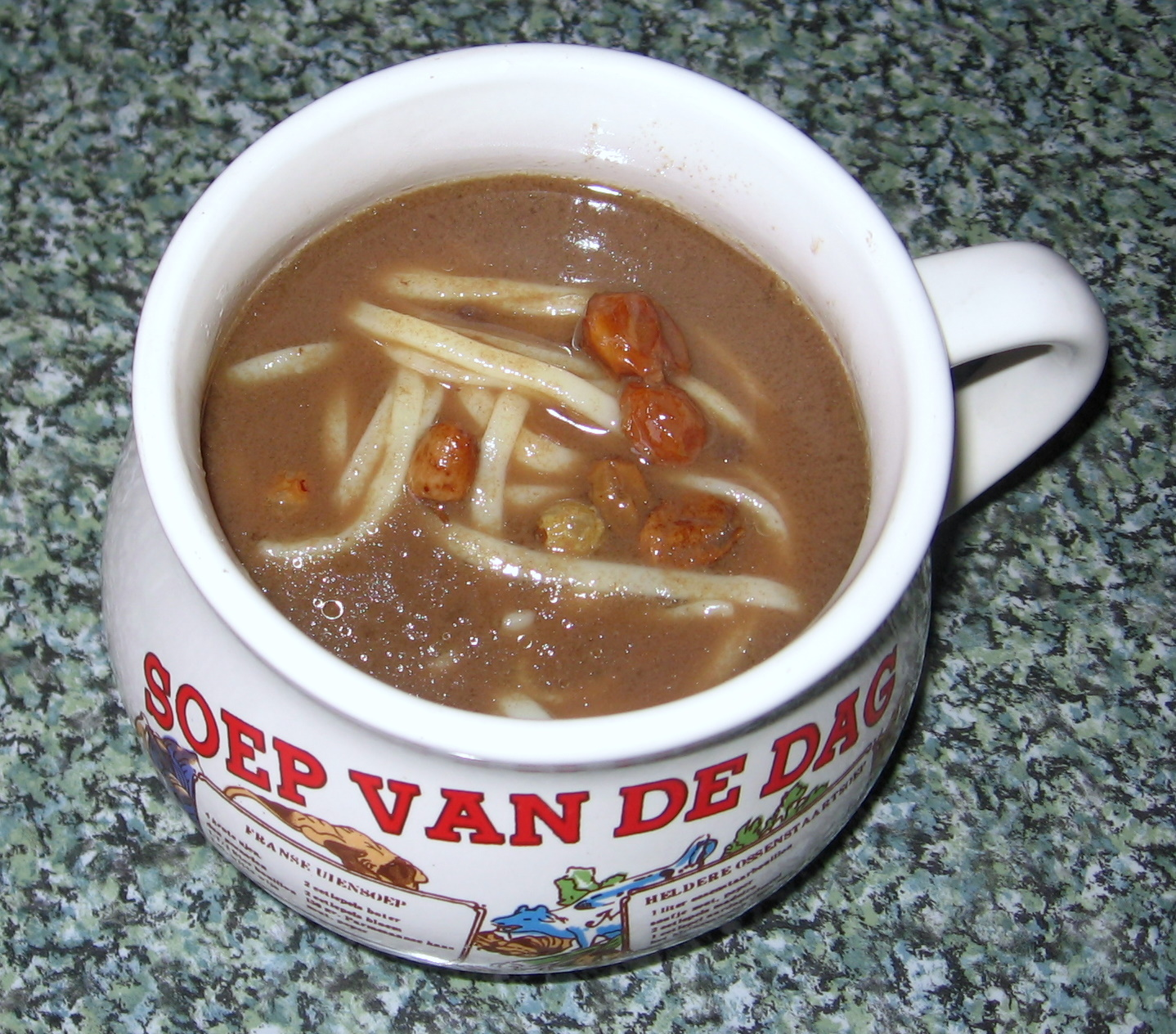
Czernina, sopa de sangre de pato...
... en un vaso holandés.

Czernina (del polaco czarny - negro; a veces también czarnina o czarna polewka) se trata de una sopa típica de la cocina polaca tradicional. La sopa se elabora principalmente con sangre de pato y un caldo. A veces se denomina como sopa de sangre de pato. Es una sopa que se suele servir caliente.

## Servir
La sopa posee un sabor ácido que suele apagarse con añadidura de azúcar y vinagre. A pesar de ser un plato simple existen numerosas variantes en diferentes localizaciones de Polonia y Lituania. A veces entre los ingredientes se encuentran componentes dulces como puede ser el sirope de ciruela, pera o simplemente miel, pasas. Como la mayoría de las sopas de la cocina polaca suele servirse acompañada de fideos, macarrones o patatas cocidas. A veces se acompaña de otros platos cárnicos, como puede ser costillas de cerdo. Una de las sopas más conocidas es la czernina kaszubska, es decir una czernina al estilo de la región polaca de Casubia. Igualmente es un plato típico de Kaszuby y Poznań.

## Símbolo
Hasta el siglo XIX la czernina fue el símbolo de la cultura polaca. Se suele servir entre los jóvenes para que acostumbren a su sabor y pueda mantenerse la tradición. Se trata de un elemento imprescindible en el Pan Tadeusz, un famoso poema épico de Adam Mickiewicz.

## Curiosidades
Cuentan las tradiciones medievales polacas que este plato se servía a los novios cuando llegaban a pedir la mano de su amada, en una comida especialmente preparada para la ocasión. Si el pretendiente era aceptado recibía la czernina negra junto con el resto de la familia. En caso contrario, se le servía la czernina dorada, que se preparaba sin la sangre de pato, como símbolo del rechazo. Por esta razón en el idioma polaco existe la expresión 'dar Czarna polewka' como una negación a una relación. Es similar a la expresión española: 'dar calabazas'. La sopa era referenciada en la Edad Media como iusculum.